# Étreux
Cet article possède un paronyme, voir Évreux.
Étreux est une commune française située dans le département de l'Aisne en région Hauts-de-France.

## Géographie

### Localisation
La commune se trouve dans l'Aire d'attraction du Nouvion-en-Thiérache et dans le bassin de vie de cette ville, dans la zone d'emploi de Saint-Quentin. Elle est également la ville-centre de son unité urbaine.

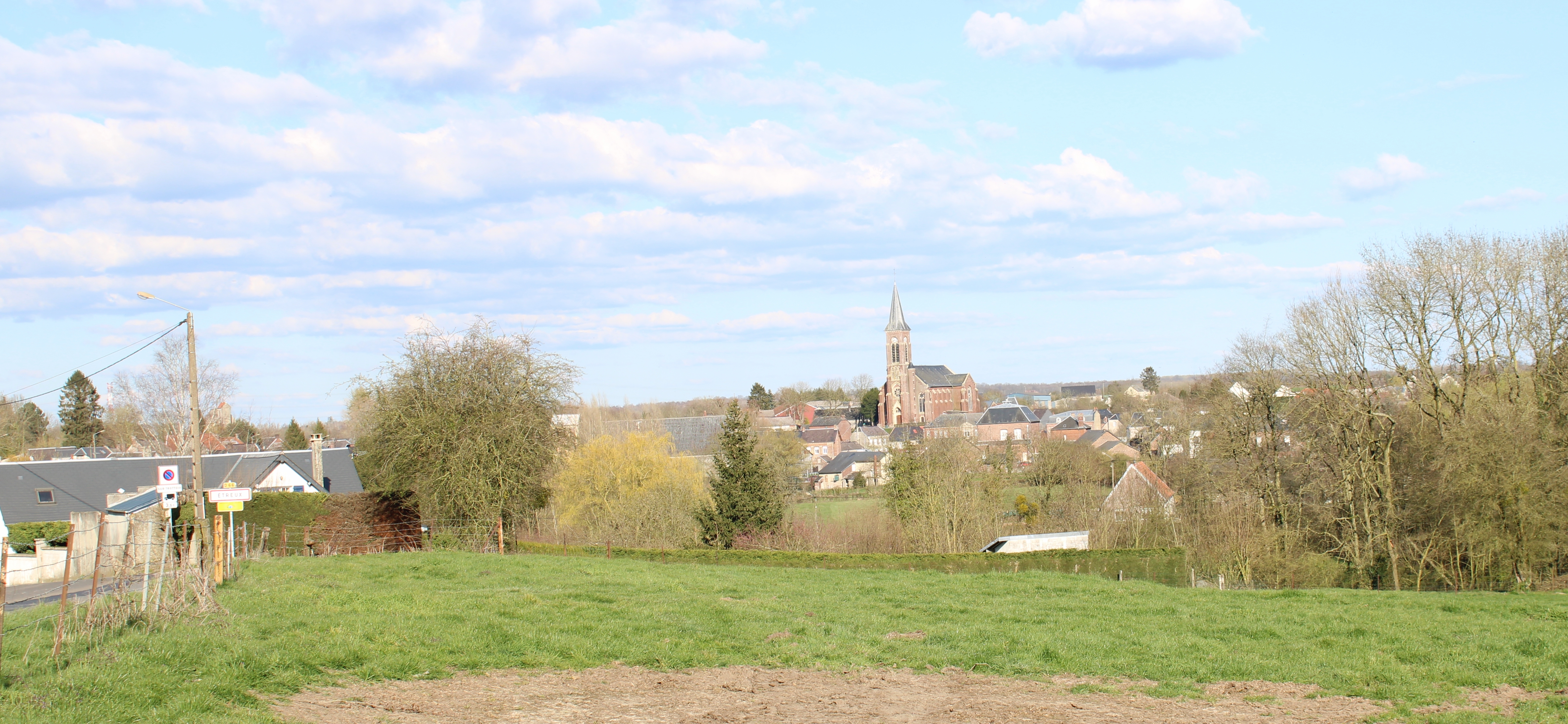
Panorama du village.

### Communes limitrophes
Les communes limitrophes sont  Boué, La Neuville-lès-Dorengt, Oisy, Vénérolles et Wassigny.

### Hydrographie

#### Réseau hydrographique
La commune est traversée par la ligne de partage des eaux entre les bassins hydrographiques Artois-Picardie et Seine-Normandie. Elle est drainée par le canal de la Sambre à l'Oise, le Morteau, le Noirrieu, le canal de la Sambre à l'Oise bief de partage de l'écluse 1 le Gard à l'écluse 1 Bois-l'Abbaye, le cours d'eau 01 de la Junière et divers bras du Morteau,.
| (texte à fusionner) Le canal de la Sambre à l'Oise traverse la commune. Huit écluses permettent d'y gérer la dénivellation du sol. Plusieurs ruisseaux drainant la commune l'alimentent, dont le Marteau et le Noiseau. Une halte fluviale y est aménagée. |

Le Morteau, d'une longueur de 23 km, prend sa source dans la commune de La Flamengrie et se jette  dans le Noirrieu sur la commune, après avoir traversé six communes. Les caractéristiques hydrologiques du Morteau sont données par la station hydrologique située sur la commune du Le Nouvion-en-Thiérache. Le débit moyen mensuel est de 0,283 m3/s. Le débit moyen journalier maximum est de 4,57 m3/s, atteint lors de la crue du 4 janvier 1991. Le débit instantané maximal est quant à lui de 6,12 m3/s, atteint le même jour.
Le Noirrieu, d'une longueur de 33 km, prend sa source dans la commune de La Flamengrie et se jette  dans l'Oise (rive gauche) à Vadencourt, après avoir traversé onze communes. Les caractéristiques hydrologiques du Noirrieu sont données par la station hydrologique située sur la commune de la La Neuville-lès-Dorengt. Le débit moyen mensuel est de 0,33 m3/s. Le débit moyen journalier maximum est de 9,19 m3/s, atteint lors de la crue du 9 janvier 2022. Le débit instantané maximal est quant à lui de 20,8 m3/s, atteint le 22 février 2024.

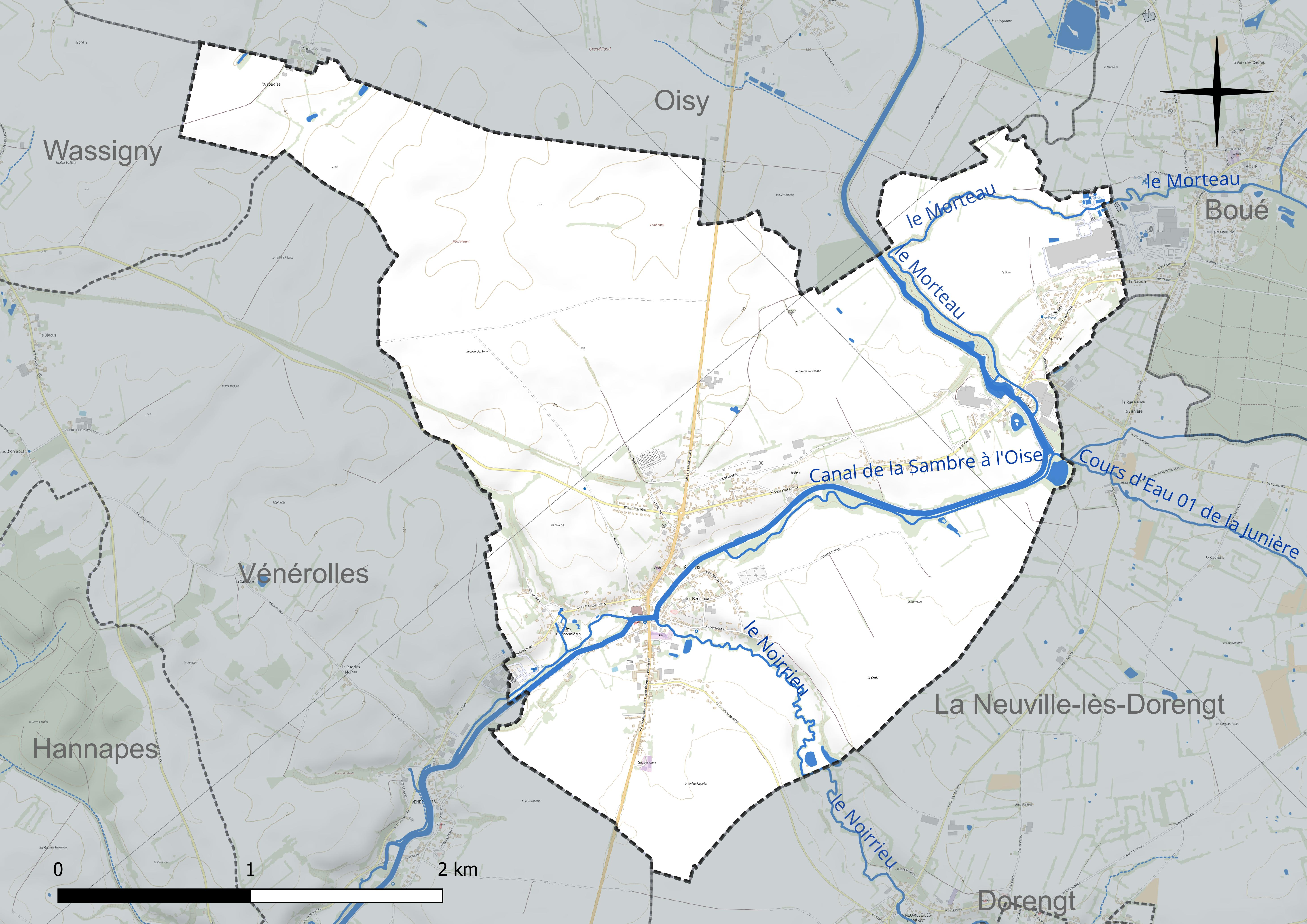
Carte hydrographique de la commune.
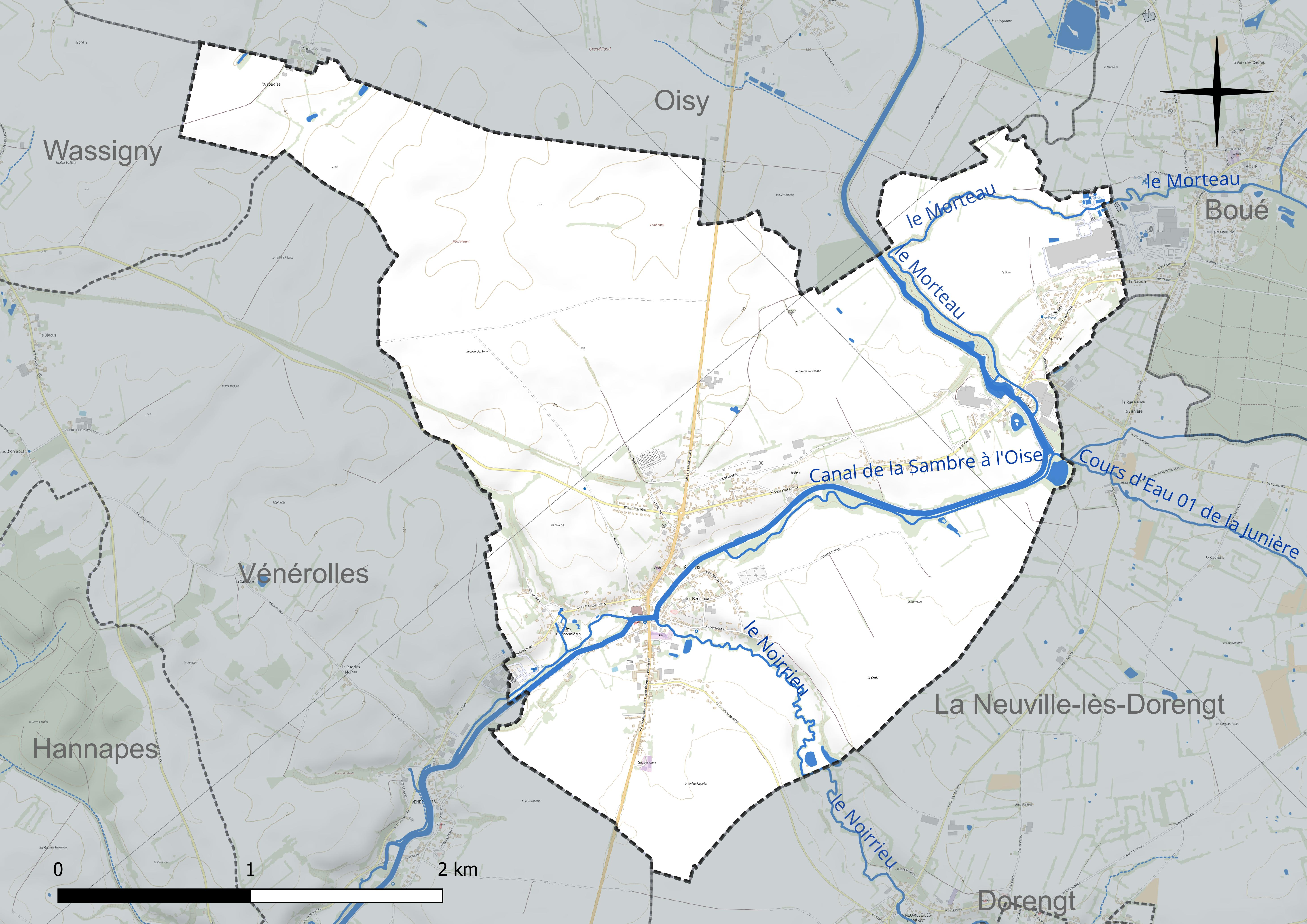
Réseau hydrographique d'Étreux.

#### Gestion et qualité des eaux
Le territoire communal est couvert par le schéma d'aménagement et de gestion des eaux (SAGE) « Sambre ». Ce document de planification concerne un territoire de 1 253 km2 de superficie, délimité par le bassin versant de la Sambre. Le périmètre a été arrêté le 1er novembre 2003 et le SAGE proprement dit a été approuvé le 21 septembre 2012, puis modifié le 18 août 2022. La structure porteuse de l'élaboration et de la mise en œuvre est le syndicat mixte du Parc naturel régional de l'Avesnois.
La qualité des cours d'eau peut être consultée sur un site dédié géré par les agences de l'eau et l'Agence française pour la biodiversité.

### Climat
Pour des articles plus généraux, voir Climat des Hauts-de-France et Climat de l'Aisne.
En 2010, le climat de la commune est de type climat océanique dégradé des plaines du Centre et du Nord, selon une étude du Centre national de la recherche scientifique s'appuyant sur une série de données couvrant la période 1971-2000. En 2020, Météo-France publie une typologie des climats de la France métropolitaine dans laquelle la commune est exposée à un climat océanique altéré et est dans la région climatique Nord-est du bassin Parisien, caractérisée par un ensoleillement médiocre, une pluviométrie moyenne régulièrement répartie au cours de l'année et un hiver froid (3 °C).
Pour la période 1971-2000, la température annuelle moyenne est de 10 °C, avec une amplitude thermique annuelle de 14,8 °C. Le cumul annuel moyen de précipitations est de 797 mm, avec 12,8 jours de précipitations en janvier et 9,7 jours en juillet. Pour la période 1991-2020, la température moyenne annuelle observée sur la station météorologique de Météo-France la plus proche, « Fontaine-les-Vervins », sur la commune de Fontaine-lès-Vervins à 23 km à vol d'oiseau, est de 10,5 °C et le cumul annuel moyen de précipitations est de 826,3 mm,. Pour l'avenir, les paramètres climatiques de la commune estimés pour 2050 selon différents scénarios d'émission de gaz à effet de serre sont consultables sur un site dédié publié par Météo-France en novembre 2022.

## Urbanisme

### Typologie
Au 1er janvier 2024, Étreux est catégorisée bourg rural, selon la nouvelle grille communale de densité à 7 niveaux définie par l'Insee en 2022.
Elle appartient à l'unité urbaine d'Étreux, une agglomération intra-départementale dont elle est ville-centre,. Par ailleurs la commune fait partie de l'aire d'attraction du Nouvion-en-Thiérache, dont elle est une commune de la couronne,. Cette aire, qui regroupe 12 communes, est catégorisée dans les aires de moins de 50 000 habitants,.

### Occupation des sols

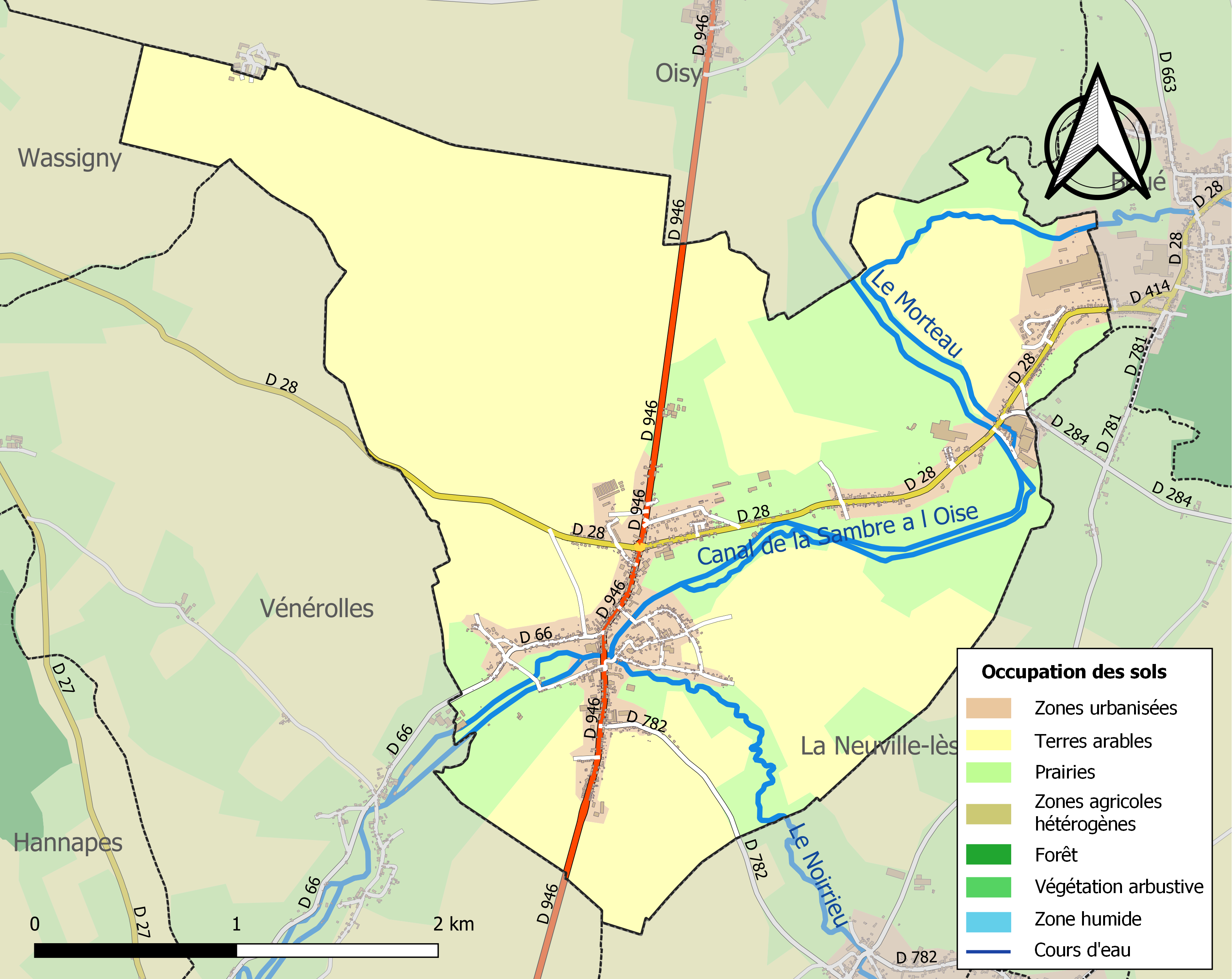
Carte de l'occupation des sols de la commune en 2018 (CLC).

L'occupation des sols de la commune, telle qu'elle ressort de la base de données européenne d'occupation biophysique des sols Corine Land Cover (CLC), est marquée par l'importance des territoires agricoles (89,4 % en 2018), une proportion identique à celle de 1990 (89,4 %).
La répartition détaillée en 2018 est la suivante : terres arables (63,8 %), prairies (25,7 %), zones urbanisées (9,2 %), zones industrielles ou commerciales et réseaux de communication (1,3 %).
L'évolution de l'occupation des sols de la commune et de ses infrastructures peut être observée sur les différentes représentations cartographiques du territoire : la carte de Cassini (XVIIIe siècle), la carte d'état-major (1820-1866) et les cartes ou photos aériennes de l'IGN pour la période actuelle (1950 à aujourd'hui).

### Habitat et logement
En 2021, le nombre total de logements dans la commune était de 817, alors qu'il était de 759 en 2016 et de 746 en 2011.
Parmi ces logements, 82,6 % étaient des résidences principales, 2,7 % des résidences secondaires et 14,8 % des logements vacants. Ces logements étaient pour 80,6 % d'entre eux des maisons individuelles et pour 19,3 % des appartements.
Le tableau ci-dessous présente la typologie des logements à Étreux en 2021 en comparaison avec celle de l'Aisne et de la France entière. Une caractéristique marquante du parc de logements est ainsi la faible proportion des résidences secondaires et logements occasionnels (2,7 %) par rapport au département (3,4 %) et à la France entière (9,7 %). 
| Typologie                                               | Étreux | Aisne | France entière |
| ------------------------------------------------------- | ------ | ----- | -------------- |
| Résidences principales (en %)                           | 82,6   | 86,7  | 82,2           |
| Résidences secondaires et logements occasionnels (en %) | 2,7    | 3,4   | 9,7            |
| Logements vacants (en %)                                | 14,8   | 9,9   | 8,1            |

## Toponymie

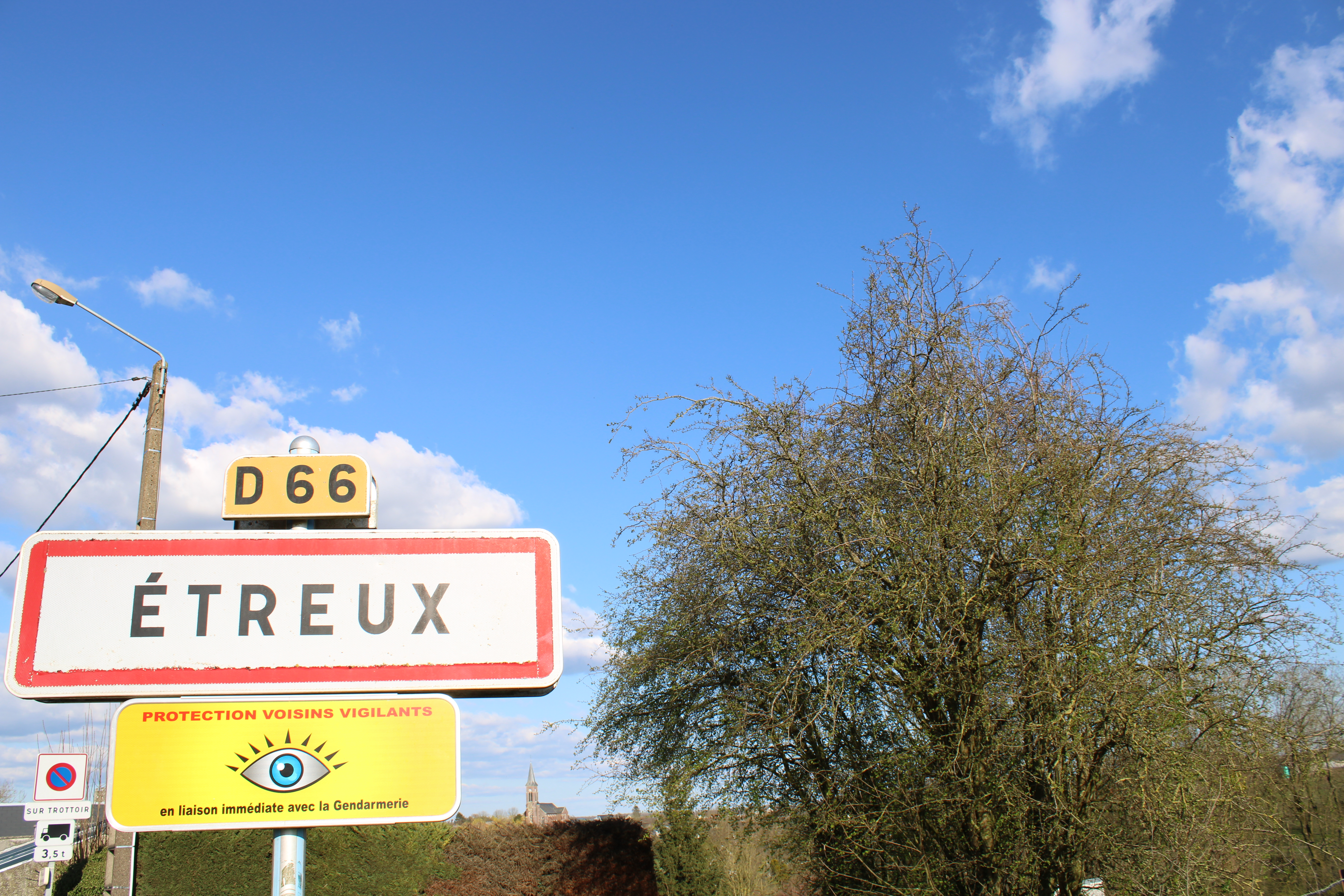

Le nom de la localité est attesté sous les formes Estron (1114) ; Territorium de Estruen (1189) ; Estruem (1207) ; Estreuil, Estreuz (1561) ; Estreux (1566) ; Estreux-Landrena (1568) ; Estreul (1587) ; Estreu-Landrena (1599) ; Estreux-Landrenal (1661) ; Estreux-Landrenas (1709) ; Estreux-Landernat (1723) ; Étreu-les-Landerna (1742) ; Estreux-Landerna (1773).
Issu du mot estrée caractéristique des pays de langue d'oïl en France. C'est un terme de l'ancien français pour désigner une route pavée (du latin strata (via)). Étreux est situé sur la voie romaine secondaire qui reliait Saint-Quentin à Étrœungt (autre déformation de strata).

## Histoire

### Époque contemporaine

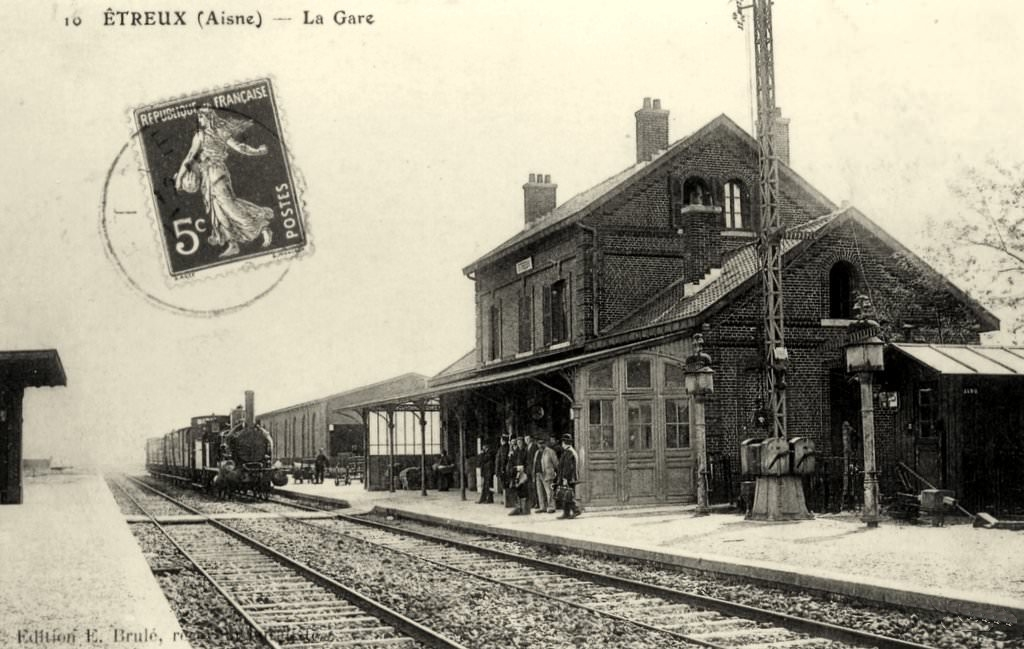
Carte postale de la gare vers 1920.

La loi du 28 décembre 1892 détache du territoire communal le lieu-dit de La Nation qui intègre la commune de Boué.
En 1885 est mise en service la ligne de Busigny à Hirson, dotée d'une gare à Étreux, et dont le service voyageur cesse en 1959 et le fret dans les années 1980.
Durant la Première Guerre mondiale, Étreux a été occupé d'août 1914 à octobre 1918 et siège d'une Kommandantur allemande. Cette occupation est décrite dans le Journal de Pabert. La commune est décorée de la Croix de guerre 1914-1918 le 21 octobre 1920.
Le 2 septembre 1944, au hameau du Gard, à la suite d'une embuscade de la Résistance, les Allemands arrêtent et fusillent 36 hommes habitant Étreux et La Neuville-lès-Dorengt, et brûlent de nombreuses maisons,.

## Politique et administration

### Rattachements administratifs et électoraux

#### Rattachements administratifs
La commune se trouve dans l'arrondissement de Vervins du département de l'Aisne.
Elle faisait partie depuis 1801 du canton de Wassigny . Dans le cadre du redécoupage cantonal de 2014 en France, cette circonscription administrative territoriale a disparu, et le canton n'est plus qu'une circonscription électorale.

#### Rattachements électoraux
Pour les élections départementales, la commune fait partie depuis 2014 du canton de Guise.
Pour l'élection des députés, elle fait partie de la troisième circonscription de l'Aisnedepuis le dernier découpage électoral de 2010.

### Intercommunalité
Étreux était membre de la petite communauté de communes de la Thiérache d'Aumale, un établissement public de coopération intercommunale (EPCI) à fiscalité propre créé en 2001 et auquel la commune avait transféré un certain nombre de ses compétences, dans les conditions déterminées par le code général des collectivités territoriales.
Dans le cadre des dispositions de la loi portant nouvelle organisation territoriale de la République du 7 août 2015, qui prévoit que les établissements publics de coopération intercommunale (EPCI) à fiscalité propre doivent avoir un minimum de 15 000 habitants, cette intercommunalité a fusionné avec la communauté de communes de la Région de Guise pour former, le 1er janvier 2017, la communauté de communes Thiérache Sambre et Oise, dont est désormais membre la commune.

### Liste des maires
| Période                                  | Période                        | Identité                               | Étiquette | Qualité |
| ---------------------------------------- | ------------------------------ | -------------------------------------- | --------- | --- |
| Les données manquantes sont à compléter. |                                |                                        |           | |
| 1793                                     | 1795                           | François Blot                          |           | |
| 1800                                     | 1805                           | Pierre Vieillard                       |           | |
| décembre 1807                            |                                | Joseph Goderiaux                       |           | |
| décembre 1812                            |                                | M. Brule-Dupont                        |           | |
| 1816                                     |                                | Pierre Alliot-David                    |           | |
| novembre 1816                            |                                | Pierre Legrand                         |           | |
| février 1820                             | octobre 1830                   | Henri Lepousse-Monneuse                |           | |
| 1830                                     | 1831                           | Charles Poulain                        |           | |
| janvier 1832                             |                                | Jean-Baptiste Vandelet                 |           | |
| avril 1836                               | octobre 1838                   | Charles Luiset                         |           | |
| juin 1839                                | août 1848                      | Charles Joseph Auguste Brule-Grouselle |           | |
| août 1848                                | juillet 1850                   | Louis Alexis Gabriel Gauchet-Vitoux    |           | |
| juillet 1850                             | octobre 1870                   | M. Vincent-Lamotte                     |           | |
| octobre 1870                             |                                | M. Cabaret                             |           | |
| 1871                                     | 1881                           | Charles Béthune                        |           | |
| 1881                                     | 1888                           | Joseph Devillers                       |           | |
| 1888                                     | 1894                           | Charles Béthune                        |           | |
| 1894                                     | 1908                           | Pierre Lefèvre                         |           | |
| 1908                                     | 1919                           | Henri Cuvelier                         |           | |
| 1919                                     | 1925                           | Gustave Roger                          |           | |
| 1925                                     | 1945                           | Henri Cuvelier                         |           | |
| 1945                                     | 1947                           | Jules Moreau                           |           | |
| 1947                                     | 1959                           | Paul Delplanque                        |           | |
| 1959                                     | 1991                           | Lucien Manesse,                        | PS        | Enseignant Suppléant du député Jean-Pierre Balligand Conseiller général de Wassigny (1982 → 1991) |
| 1991                                     | mars 2008                      | Eugène Mouton                          |           | Responsable de l'entreprise Materne Président du syndicat national des fabricants de compotes de fruit Ancien président du tribunal de commerce de Vervins Maire-adjoint de Boué (1971 → 1978) Chevalier de l'Ordre national du Mérite |
| mars 2008                                | décembre 2022                  | Joël Noisette,                         | DVD       | Retraité de VNF Mort en fonction |
| décembre 2022                            | En cours (au 30 novembre 2023) | Bertrand Duferme                       |           | Cadre administratif et commercial d'entreprise |

## Équipements et services publics

### Culture
Une médiathèque fonctionne à Étreux.

### Postes et télécommunications
La commune dispose d'un bureau de poste.

### Santé et solidarité
Une résidence de 16 colocataires destinée aux personnes âgées est construite par la  la structure Âges & Vie en 2024

## Population et société

### Démographie
L'évolution du nombre d'habitants est connue à travers les recensements de la population effectués dans la commune depuis 1793. Pour les communes de moins de 10 000 habitants, une enquête de recensement portant sur toute la population est réalisée tous les cinq ans, les populations de référence des années intermédiaires étant quant à elles estimées par interpolation ou extrapolation. Pour la commune, le premier recensement exhaustif entrant dans le cadre du nouveau dispositif a été réalisé en 2004.

En 2022, la commune comptait 1 455 habitants, en évolution de −1,76 % par rapport à 2016 (Aisne : −1,97 %, France hors Mayotte : +2,11 %).
| 1793  | 1800 | 1806  | 1821  | 1831  | 1836  | 1841  | 1846  | 1851  |
| ----- | ---- | ----- | ----- | ----- | ----- | ----- | ----- | ----- |
| 1 114 | 952  | 1 080 | 1 155 | 1 503 | 1 676 | 1 719 | 1 795 | 1 916 |

| 1856  | 1861  | 1866  | 1872  | 1876  | 1881  | 1886  | 1891  | 1896  |
| ----- | ----- | ----- | ----- | ----- | ----- | ----- | ----- | ----- |
| 2 017 | 2 054 | 1 924 | 1 985 | 1 911 | 1 913 | 1 902 | 1 757 | 1 628 |

| 1901  | 1906  | 1911  | 1921  | 1926  | 1931  | 1936  | 1946  | 1954  |
| ----- | ----- | ----- | ----- | ----- | ----- | ----- | ----- | ----- |
| 1 570 | 1 483 | 1 479 | 1 221 | 1 301 | 1 379 | 1 326 | 1 177 | 1 399 |

| 1962  | 1968  | 1975  | 1982  | 1990  | 1999  | 2004  | 2006  | 2009  |
| ----- | ----- | ----- | ----- | ----- | ----- | ----- | ----- | ----- |
| 1 489 | 1 588 | 1 655 | 1 839 | 1 754 | 1 670 | 1 647 | 1 642 | 1 530 |

| 2014  | 2019  | 2022  | - | - | - | - | - | - |
| ----- | ----- | ----- | - | - | - | - | - | - |
| 1 480 | 1 420 | 1 455 | - | - | - | - | - | - |

### Sports et loisirs
Une club de joute fonctionne à Étreux, ainsi notamment qu'un club de basket, créé en 2024.

## Culture locale et patrimoine

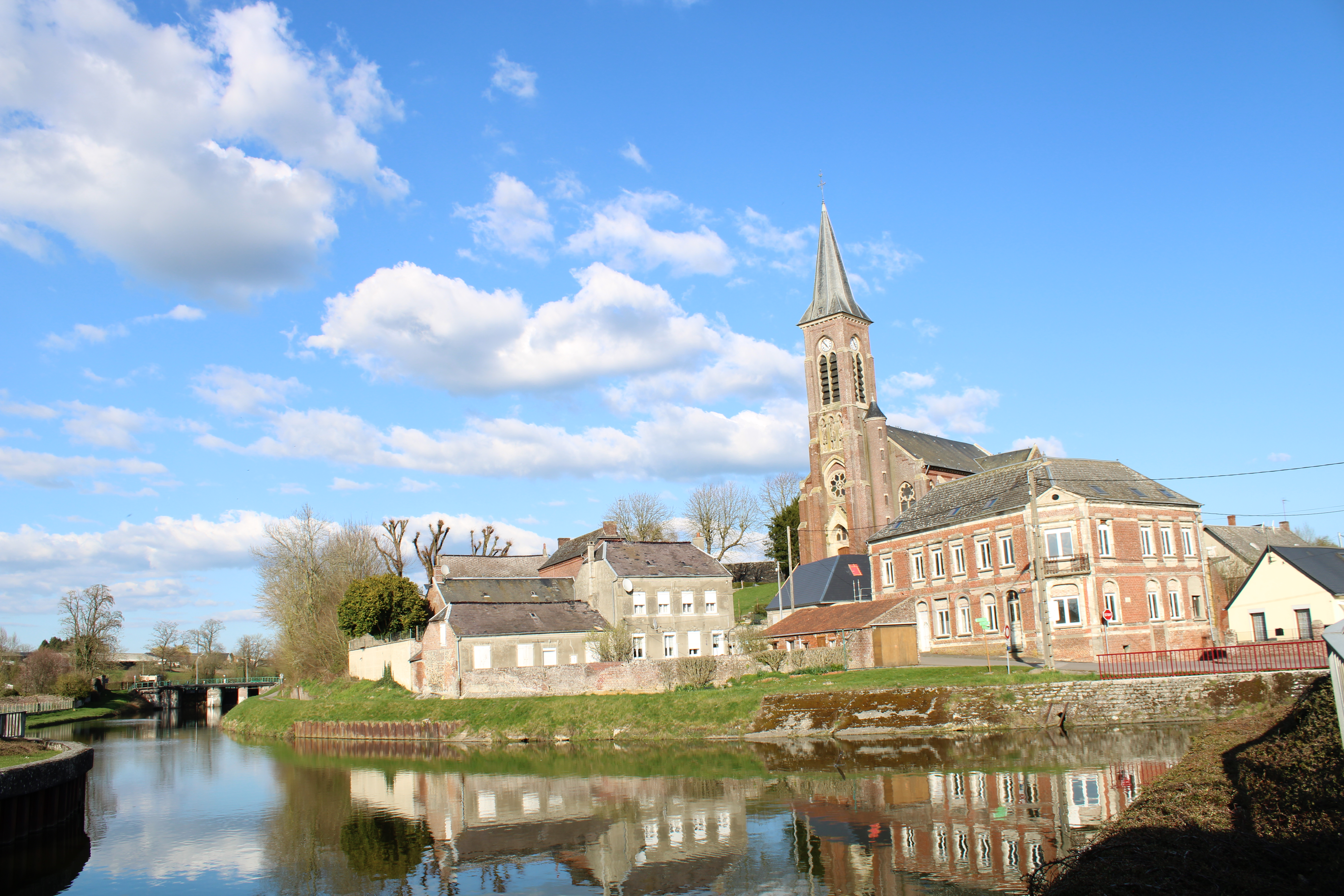
L'église se mirant dans le canal de la Sambre à l'Oise.

### Lieux et monuments
- Hameau du Gard : monument réalise par le marbrier P. Trouillet et décoré d'un relief de J. Marichal  « Aux victimes du 2 septembre 1944 »[48],[49].
- Mairie-école : L'édifice précédent, datant de 1859, est totalement détruit pendant la Première Guerre mondiale. L'édifice actuel, dont les plans conçus par l'architecte H. Sauvage ont été modifiés par l'architecte Robine, est construit de 1923 à 1926. Il a été complété après 1945 par deux bâtiments, à usage de classes et remises[50].
- Église de la Nativité-de-la-Sainte-Vierge, construite en 1881 sur les plans de Pierre Benard, reconstruite en 1921[51].
- Monument aux morts de la guerre de 1914-1918, réalisé en 1921 par le marbrier Dubray[51].
- Monument aux morts de la guerre 1939/1945, réalisée par le marbrier André Coulon[51]
- Cimetière militaire britannique, dont la Croix celtique a été réalisée par le sculpteur E. Quertain et de l'entrepreneur Paul Dufaut. La plaque de bronze qui orne la base de la croix, œuvre du sculpteur E. Quertain et du fondeur H. Rouard, date de 1922. Les corps de soldats tombés lors des violents combats d'arrière-garde menés par un détachement du corps expéditionnaire britannique le 27 août 1914 y reposent[52],[53].
- Maisons et fermes anciennes des XVIIIe et XIXe siècles[54].
- Croix de cimetière, datant de 1857[55].
- Calvaire de 1849, chemin du Vivier[56].

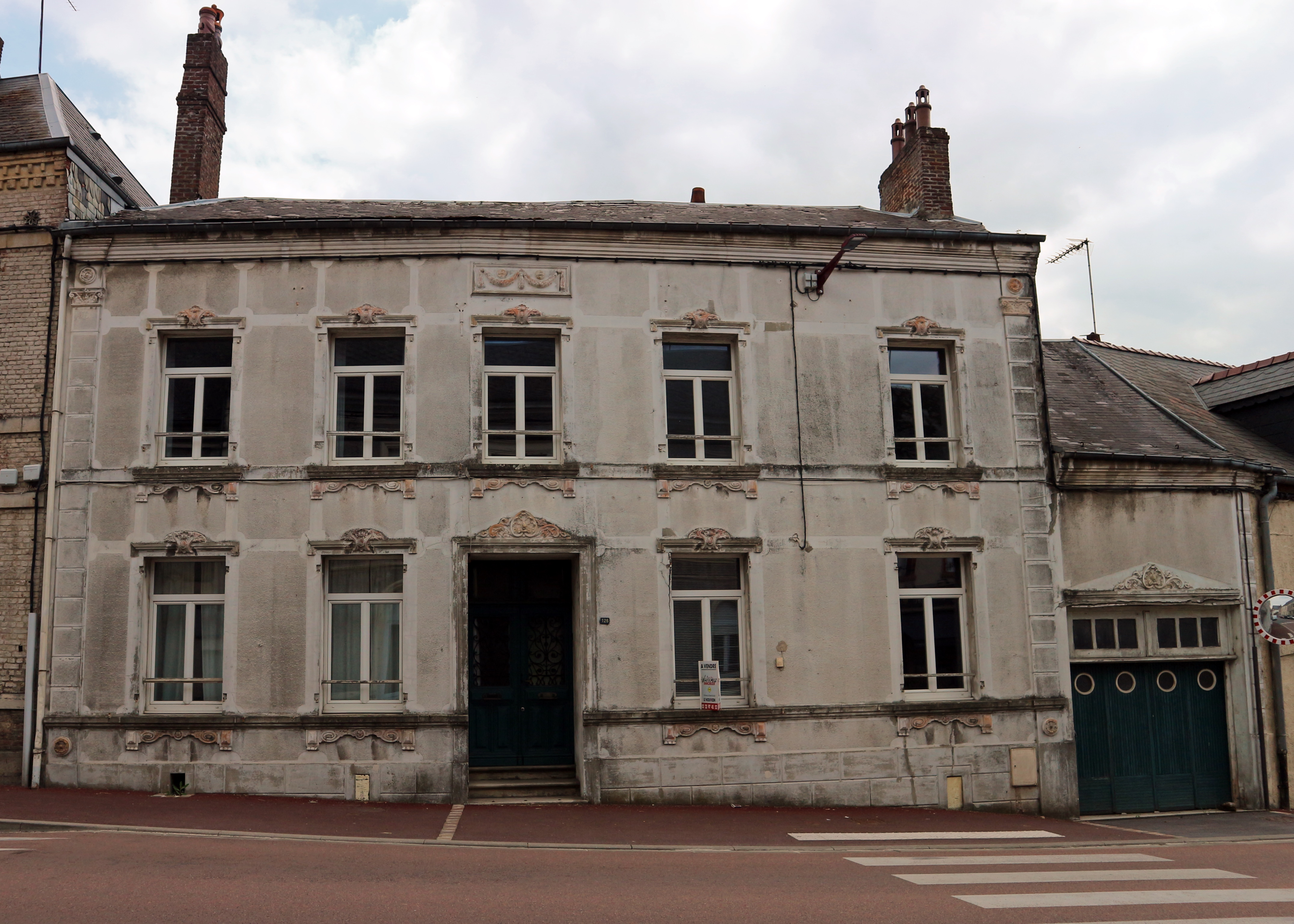
Maison, rue de l'Éclaireur de Nice.
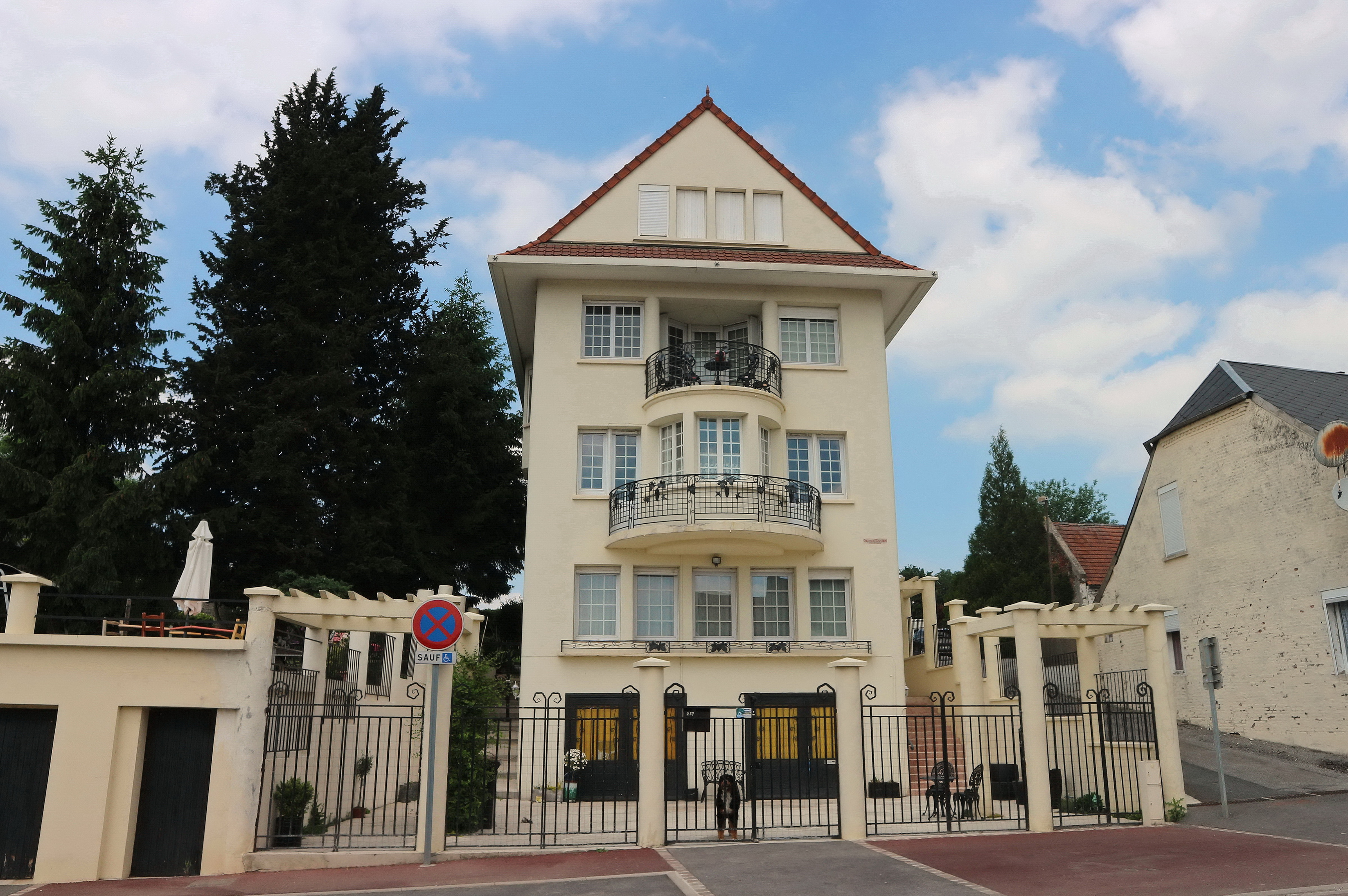
Maison de style Art déco, rue de l'Éclaireur de Nice.
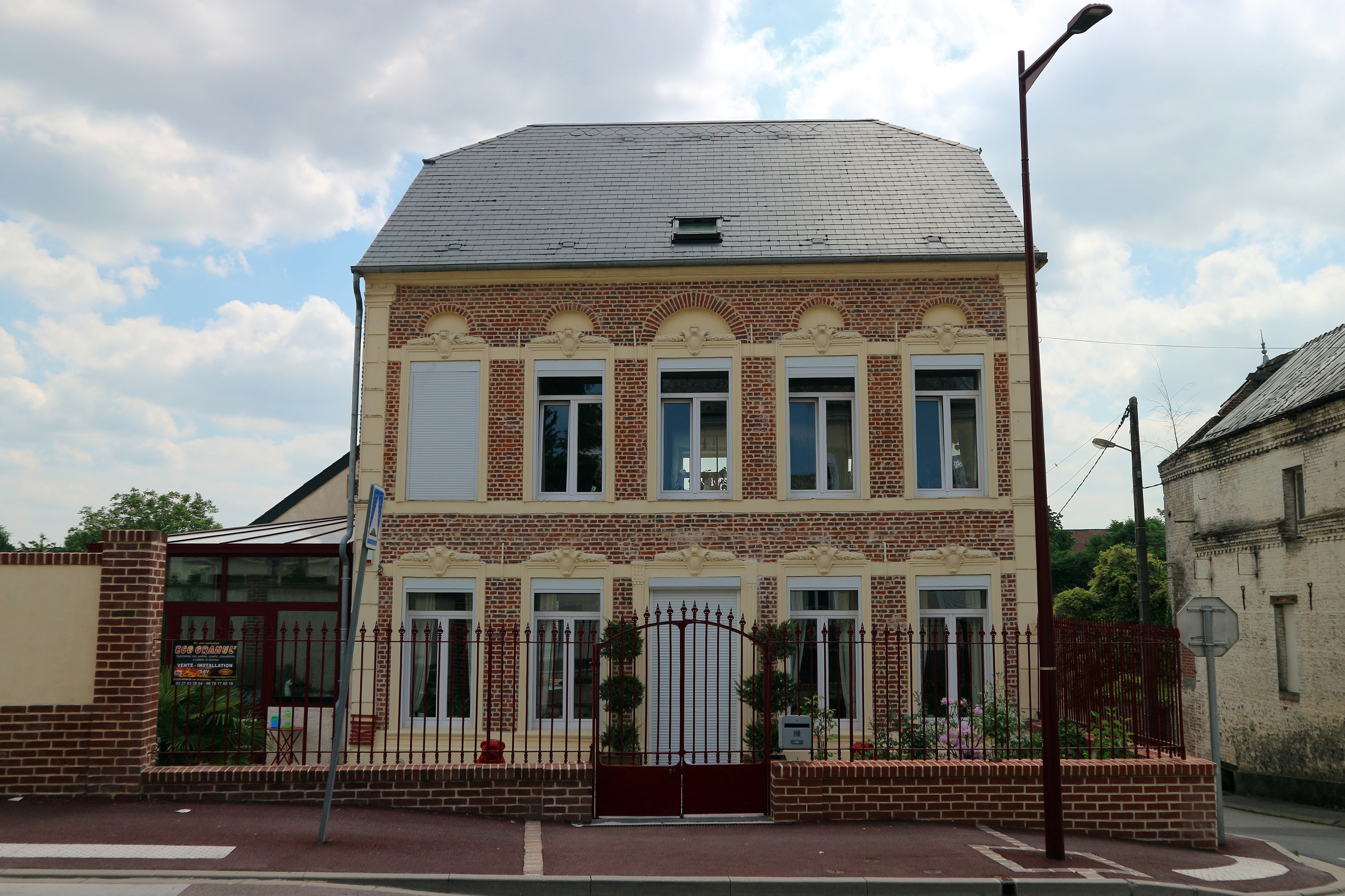
Maison, rue de l'Éclaireur de Nice.
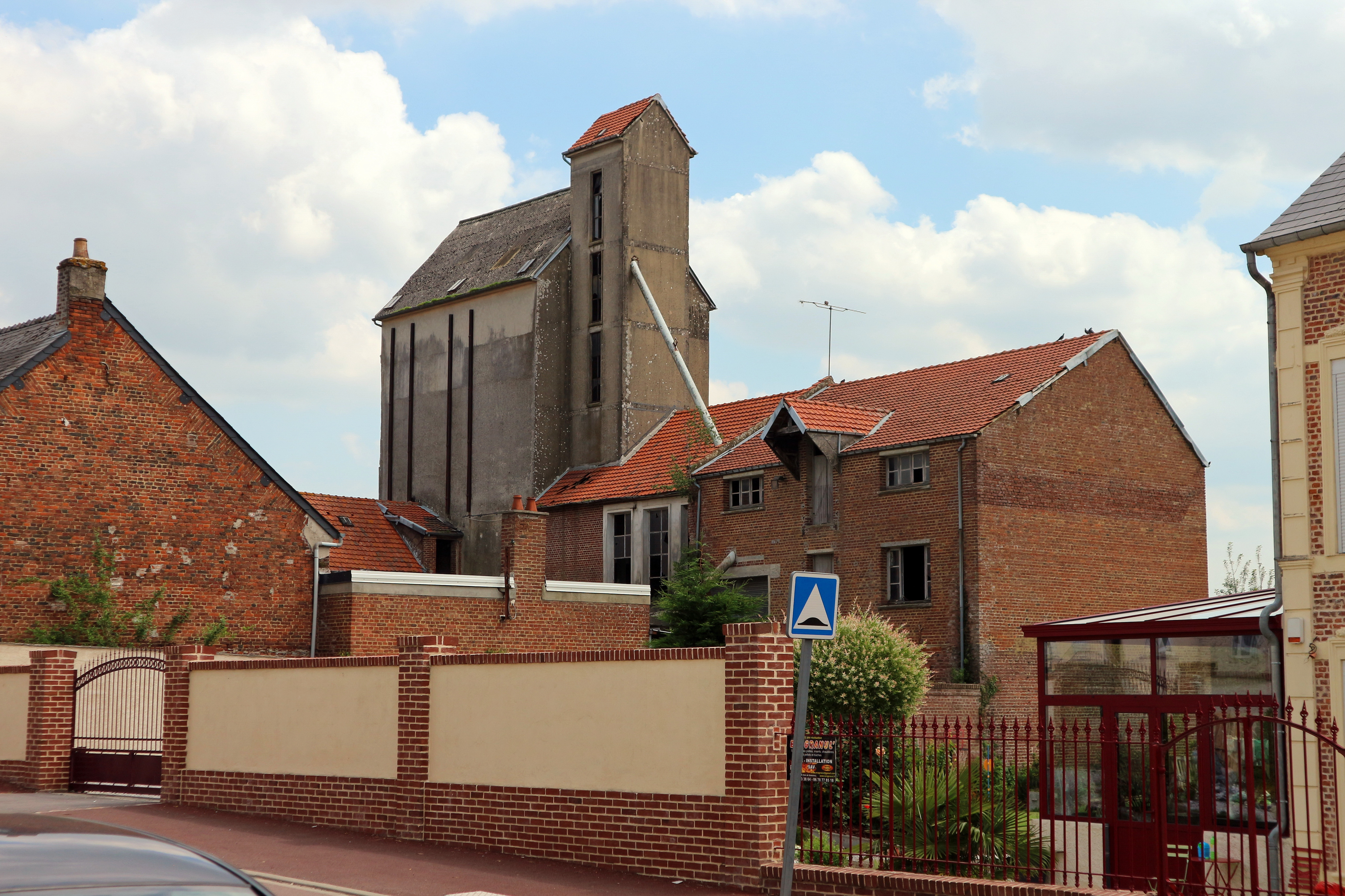
Ancien silo agricole.
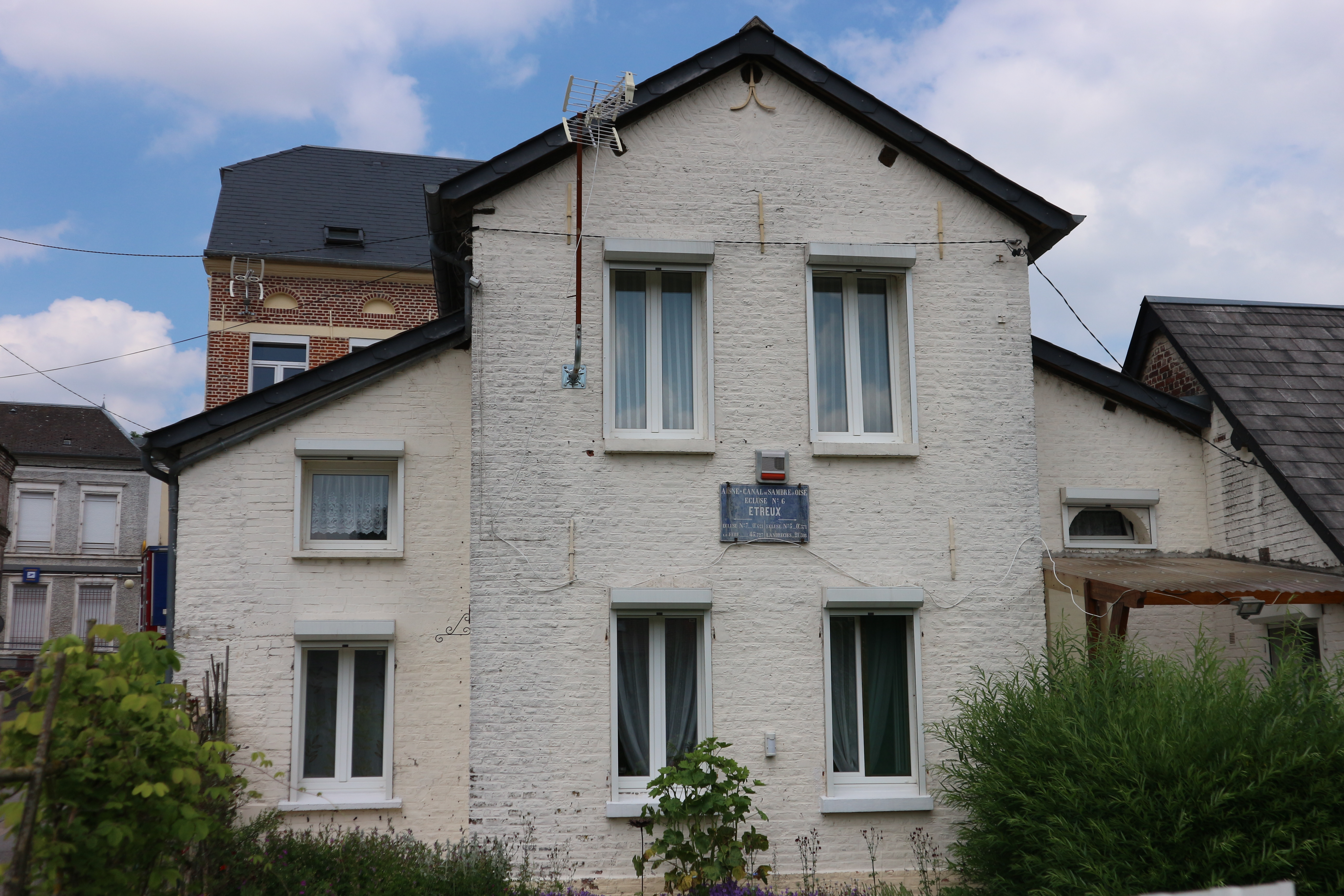
Maison éclusière, rue des Berceaux.
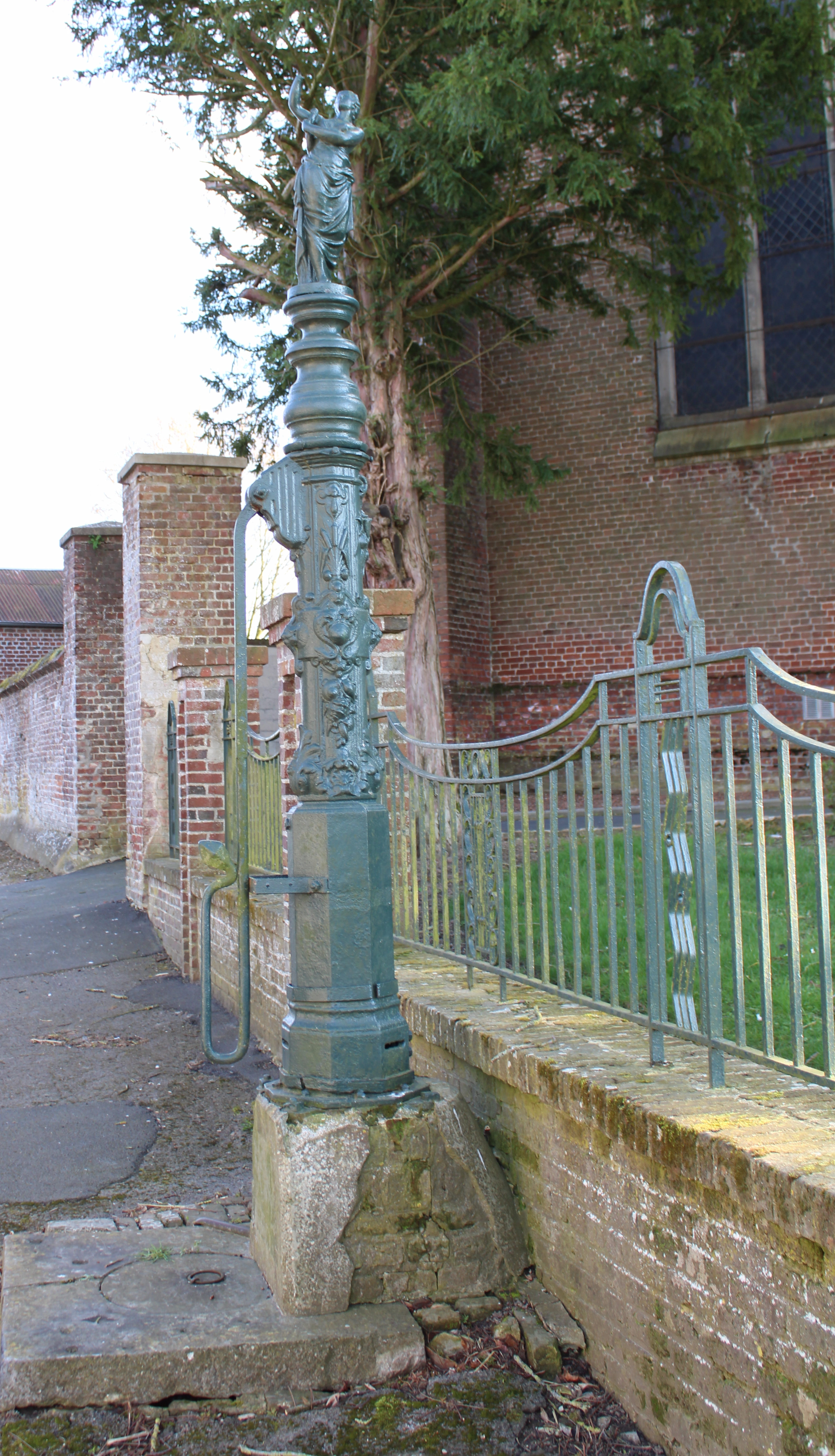
Ancienne pompe-fontaine.

### Personnalités liées à la commune
Albert Denisse, brasseur et auteur d'un témoignage sur l'occupation d'Etreux pendant la Grande Guerre.

### Héraldique
| Blason de Étreux | Blason  | De gueules à la barre d'argent, accompagnée en chef d'un lion d'or et en pointe d'une tour donjonnée de trois pièces du second. Ornements extérieursCroix de guerre 1914-1918 et croix de guerre 1939-1945 |
| Blason de Étreux | Détails | Le statut officiel du blason reste à déterminer. |

## Pour approfondir